# Guerra Khan
Guerra Khan é um jogo de Massive Multiplayer Online Browser Game (MMOBG) gratuito, desenvolvido pela XS Software, uma empresa da Bulgária. É administrado no Brasil, Portugal, Espanha e América Latina por Miguel Oliveira, responsável pelo jogo, empresa, marketing e desenvolvimento, deu entrevista a revista EGW em Junho de 2009. O jogo ganhou o prêmio de melhor browser game (jogo para navegadores internet) na categoria estratégia de 2008, e é ambientado na era medieval.
Possui mais de dois milhões de jogadores em todo o mundo, e encontra-se atualmente na versão 5.5.
No início, o jogador recebe 20 missões. Ao fim delas, está apto a jogar sozinho, enfrentando adversários, captando recursos e atacando inimigos. Pode-se escolher entre nove nações diferentes, cada uma com suas habilidades e unidades específicas.

## Características das nações
Cada jogador deve escolher uma nação, recebendo bônus e vantagens especiais.

### Búlgaros
- +10% na produção de ouro;
- Arqueiros 10% mais baratos;
- Chance de curar soldados feridos, quando existirem 150 no campo (200 para outras nações).

### Francos
- +10% na produção de madeira;
- Cavalaria 10% mais barata (Incluindo Cavalaria arqueira);
- Bônus no Comércio - Mercadores podem carregar 10% a mais em recursos (1100 e 1000 para outras nações), coeficiente de mercado interno é 0.03 (0.02 para outras nações), que significa que no seu level máximo o mercado pode trocar 100 unidades por 75 unidades (100 por 50 para outras nações). Também pode fazer mais ofertas no mercado- outras nações podem liberar apenas 3 ofertas no primeiro level do mercado e então mais um a cada 5 níveis (que significa que 4 para o nível 6, 5 para o nível 10 etc.). Com o bônus eles irão oferecer mais itens a cada 4 níveis, assim chegando ao máximo de 10 ofertas para o nível 10.

### Alemães
- 10% a mais na produção de Ferro;
- Cavalaria 10% mais barata;
- Bônus no Comércio - Mercadores podem carregar 10% a mais em recursos (1100 e 1000 para outras nações), coeficiente de mercado interno é 0.03 (0.02 para outras nações), que significa que no seu level máximo o mercado pode trocar 100 unidades por 75 unidades (100 por 50 para outras nações). Também pode fazer mais ofertas no mercado- outras nações podem liberar apenas 3 ofertas no primeiro level do mercado e então mais um a cada 5 níveis (que significa que 4 para o nível 6, 5 para o nível 10 etc.). Com o bônus eles irão oferecer mais itens a cada 4 níveis, assim chegando ao máximo de 10 ofertas para o nível 10.

### Poloneses
- +10% na produção de ferro;
- Infantaria 10% mais barata;
- O armazém tem 10% a mais de capacidade.

### Bizantinos
- +10% na produção de madeira;
- Arqueiros 10% mais baratos;
- Oportunidade de curar soldados feridos, quando houver 150 no campo (200 para outras nações).

### Britânicos
- +10% na produção de ouro;
- Máquinas de cerco 10% mais baratas;
- O armazém tem 10% a mais de capacidade.

### Árabes
- +10% na produção de comida;
- Infantaria 10% mais barata;
- Bônus no Comércio - Mercadores podem carregar 10% a mais em recursos (1100 e 1000 para outras nações), coeficiente de mercado interno é 0.03 (0.02 para outras nações), que significa que no seu level máximo o mercado pode trocar 100 unidades por 75 unidades (100 por 50 para outras nações). Também pode fazer mais ofertas no mercado- outras nações podem liberar apenas 3 ofertas no primeiro level do mercado e então mais um a cada 5 níveis (que significa que 4 para o nível 6, 5 para o nível 10 etc.). Com o bônus eles irão oferecer mais itens a cada 4 níveis, assim chegando ao máximo de 10 ofertas para o nível 10.

### Lituanos
- +10% na produção de comida;
- Infantaria 10% mais barata;
- Os armazéns tem 10% a mais de capacidade.

### Russos
- +10% na produção de madeira;
- Máquinas de Cerco 10% mais baratas;
- O armazém tem 10% a mais de capacidade.
- ouro 100% legal

### Japoneses
- Bônus de Comércio
- infantaria 10% mais barata
- +10% na produção de comida

### Mongóis
- Rouba 25% do recurso protegido
- 20% de bônus no dano contra Muralhas

## Informações técnicas
Guerra Khan foi desenvolvido usando as tecnologias de programação PHP, JavaScript e AJAX. Seu banco de dados é baseado em MySQL. Possui suporte para vários idiomas, incluindo o português.